# シアター・オーケストラ・トーキョー
シアターオーケストラトーキョー（英: Theater Orchestra Tokyo）は、東京都文京区に本拠地を置くオーケストラ。2005年創立。現在の音楽監督は井出勝大。Kバレエカンパニーの公演における演奏を中心とした、バレエ音楽の演奏に特化したオーケストラである。

## 沿革
2005年、バレエ音楽の演奏を中心とし、劇場を主な活動の場とする管弦楽団として結成。同年、Kバレエカンパニーの『くるみ割り人形』公演での演奏を皮切りに、2006年より全てのKバレエカンパニー公演において演奏を務めている。
2007年1月、福田一雄が音楽監督に就任（現在は名誉音楽監督）。
現在は、Kバレエカンパニーの公演のみならず、パリ・オペラ座バレエ団、ウィーン国立バレエ団、ロシア国立モスクワ・クラシックバレエ団の来日公演や、日本バレエ協会など、国内外のバレエ公演における演奏のほか、JAM Project「シンフォニックコンサート2011」への出演、青島広志プロデュースによる「世界まるごとクラシック」シリーズや「バレエ音楽ってステキ!!」シリーズなど、バレエ公演の演奏以外の活動も行っている。